# Josef Roth von Limanowa-Łapanów

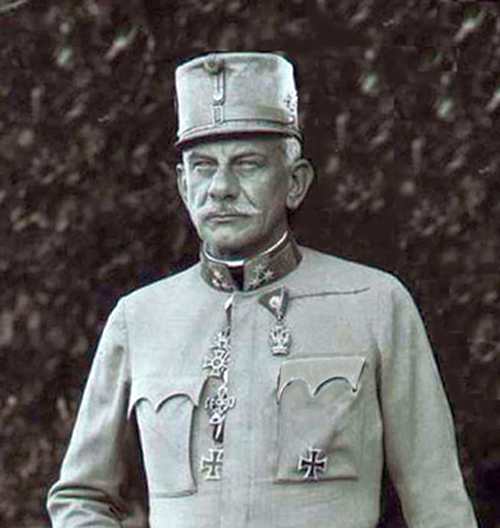
Josef Roth (hier noch als General der Infanterie)

Josef Roth, ab 1916 Ritter von Roth bzw. Ritter Roth von Limanowa-Łapanów, ab 1918 Freiherr Roth von Limanowa-Łapanów (* 12. Oktober 1859 in Triest; † 9. April 1927 in Wien) war k.k. Geheimer Rat und ein Generaloberst der österreichisch-ungarischen Streitkräfte.

## Leben
Josef Roth wurde in Triest geboren; dies war zu diesem Zeitpunkt die Garnison seines Vaters, eines k.u.k. Offiziers. Nach Besuch der Kadettenanstalt in St. Pölten trat er in die Theresianische Militärakademie ein, aus der er am 4. April 1879 als Leutnant zum Feldjägerbataillon Nr. 21 ausgemustert wurde. Am 1. Mai 1884 wurde Roth zum Oberleutnant befördert. Nachdem er die Kriegsschule in Wien absolviert hatte, wurde er zunächst zur 71. Infanteriebrigade in Fiume, dann zur 13. Infanteriebrigade in Esseg und anschließend zum XII. Korps in Esseg abgestellt. Am 1. November 1889 wurde Roth zum Hauptmann befördert und in den Generalstab versetzt.
Ab 1895 Major, wurde er zum Stab der 12. Infanterie-Truppendivision nach Krakau abkommandiert. 1897 folgte eine gleiche Verwendung beim Stab des V. Korps in Preßburg mit der Beförderung zum Oberstleutnant am 1. Mai 1898. Im Jahre 1900 wurde Roth zu einer kurzzeitigen Truppenverwendung zum Infanterieregiment Nr. 76 in Graz versetzt und übernahm 1901 (Beförderung zum Oberst am 1. November 1901) als  Chef das neuerrichtete „Generalstabsbüro für instruktive Arbeiten und Übungen“ (Vorschriftenwesen im Generalstab).
Nach der am 1. Mai 1908 erfolgten Beförderung zum Generalmajor wurde er im gleichen Jahr Kommandant der 94. Infanteriebrigade in Tolmein und am 1. April 1910 Kommandant der  Theresianischen Militärakademie. Am 1. Mai 1912 wurde Roth in dieser Funktion zum Feldmarschallleutnant befördert.
Bei Beginn des Ersten Weltkrieges erhielt er am 5. August 1914 zunächst das Kommando über die 3. Infanterie-Truppendivision (XIV. Korps) und dann am 1. Oktober 1914 über das XIV. Korps. Nach dem bereits kurz nach Kriegsausbruch eine Armeegruppe  mit acht k.u.k. Infanterie-Truppendivisionen, drei k.u.k. Kavallerie-Truppendivisionen, einer deutschen Infanteriedivision und drei polnischen Legionen gebildet worden war, erhielt er das Kommando über diesen Armeegruppe Roth genannten Verband. Diesem gelang es, in der Schlacht bei Limanowa–Lapanow die russischen Angriffskräfte  am Durchstoß zwischen der 4. und 3. k.u.k. Armee zu hindern und die drohende Umklammerung Krakaus abzuwehren.
Die Armeegruppe Roth kämpfte weiterhin auf dem russischen Kriegsschauplatz unter anderem in der Schlacht von Gorlice-Tarnow und der Schlacht um Lublin.
Am 1. September 1915 zum General der Infanterie befördert, wurde Roth zum italienischen Kriegsschauplatz kommandiert, wo er dem Landesverteidigungskommando Tirol zugewiesen wurde. Er übernahm dann das Kommando über die Rayons (Verteidigungsabschnitte) IV (Ostfront) und V (Dolomitenfront). Im März 1916 wurde er zum Landesverteidigungskommandant von Tirol ernannt. Nach dem Ende der Südtiroloffensive erhielt Roth wieder ein Truppenkommando, er wurde Kommandierender General des XX. Korps. Ein höheres Kommando wurde ihm nicht zuteil, da sein direkter Vorgesetzter, Erzherzog Eugen, ihm zwar glänzende Beurteilungen ausstellte, ihn jedoch charaktermäßig als zu nachgiebig und rücksichtsvoll im Umgang mit seinen untergebenen Truppenteilen einstufte.
Am 19. Mai 1916 wurde ihm der Titel „Geheimer Rat“, und am 11. Juni 1916 das Adelsprädikat „Ritter von“ verliehen. Das Prädikat „Limanowa-Lapanów“ erhielt er auf seinen Wunsch hin am 4. September 1916.
In den folgenden Monaten erwarb sich Josef Roth Ritter von Limanowa-Lapanów erneut Verdienste als Korpskommandant. Nach dem Erfolg in der Zwölften Isonzoschlacht war die Verteidigungsfront in den Dolomiten aufgehoben und das Armeeoberkommando suchte nach einer neuen Verwendungsmöglichkeit für Roth. Generalstabschef Conrad von Hötzendorf, der in seiner Beurteilung Roth's mit Erzherzog Eugen übereinstimmte, fügte noch hinzu: „Ein anständiger, ritterlicher Charakter, eher zurückhaltend statt zupackend, wenn auch unerschrocken und tapfer, scheint er nicht geeignet das Kommando über eine Armee zu übernehmen. Er ist eher geeignet die Position eines Inspektors in der militärischen Ausbildung zu übernehmen, da er Herz und Verständnis für die Jugend hat.“
Aus diesem Grund wurde Roth am 15. Februar 1918 zum Generalinspektor der Militär-Erziehungs- und Bildungsanstalten ernannt. Am 1. Februar erhielt er den Rang eines Generalobersten mit Charakter (mit Wirkung) vom 25. Februar 1918.
Am 2. Oktober 1918 wurde Roth durch Kaiser Karl I. das Ritterkreuz des Militär-Maria-Theresien-Ordens verliehen, und entsprechend der Ordensstatuten wurde er am 10. Oktober 1918 durch ein Allerhöchstes Handschreiben (A. H.) zu Schloss Schönbrunn in den Freiherrenstand erhoben.
Nach dem Friedensschluss mit Russland strömten die entlassenen Kriegsgefangenen zurück nach Österreich-Ungarn. Die Armeeführung, die für die aus der Gefangenschaft entlassenen Soldaten nach wie vor zuständig war und sie wieder in die Armee eingliedern wollte, befürchtete, dass sich darunter auch von Bolschewismus überzeugte und anderweitige sogenannte subversive Elemente befänden. Man schuf daher den Posten eines „Generalinspektor für das Heimkehrerwesen“ und übertrug ihn an Generaloberst Roth, zusätzlich zu seinen bisherigen Aufgaben. Generaloberst Roth blieb in diesen Positionen bis zum Kriegsende.
Er trat am 31. Dezember 1918 in den Ruhestand und lebte in seinem Haus in Wien, engagierte sich jedoch weiterhin in verschiedenen Institutionen. So war er Präsident des „Verein Alt-Neustadt“, Präsident der „Offiziersgesellschaft“, 1. Präsident des „Reichskameradschafts- und Kriegerbund“ und Vorsitzender des  „Oberster Offiziersehrenrat“. Ab 1925 war er zusätzlich Präsident des Kapitels des Militär-Maria-Theresia-Ordens.
Nach seinem Tod am 9. April 1927 im Alter von 69 Jahren wurde Generaloberst Josef Freiherr Roth von Limanowa-Lapanów auf dem Wiener Zentralfriedhof bestattet (Gruppe 81B, Nr. 54), das Grab besteht auf Friedhofsdauer.
Seit 1891 war er mit der Gräfin Melanie Lasansky verheiratet. Sie hatten zwei Söhne und zwei Töchter.

## Auszeichnungen
- Signum Laudis am 22. Oktober 1895

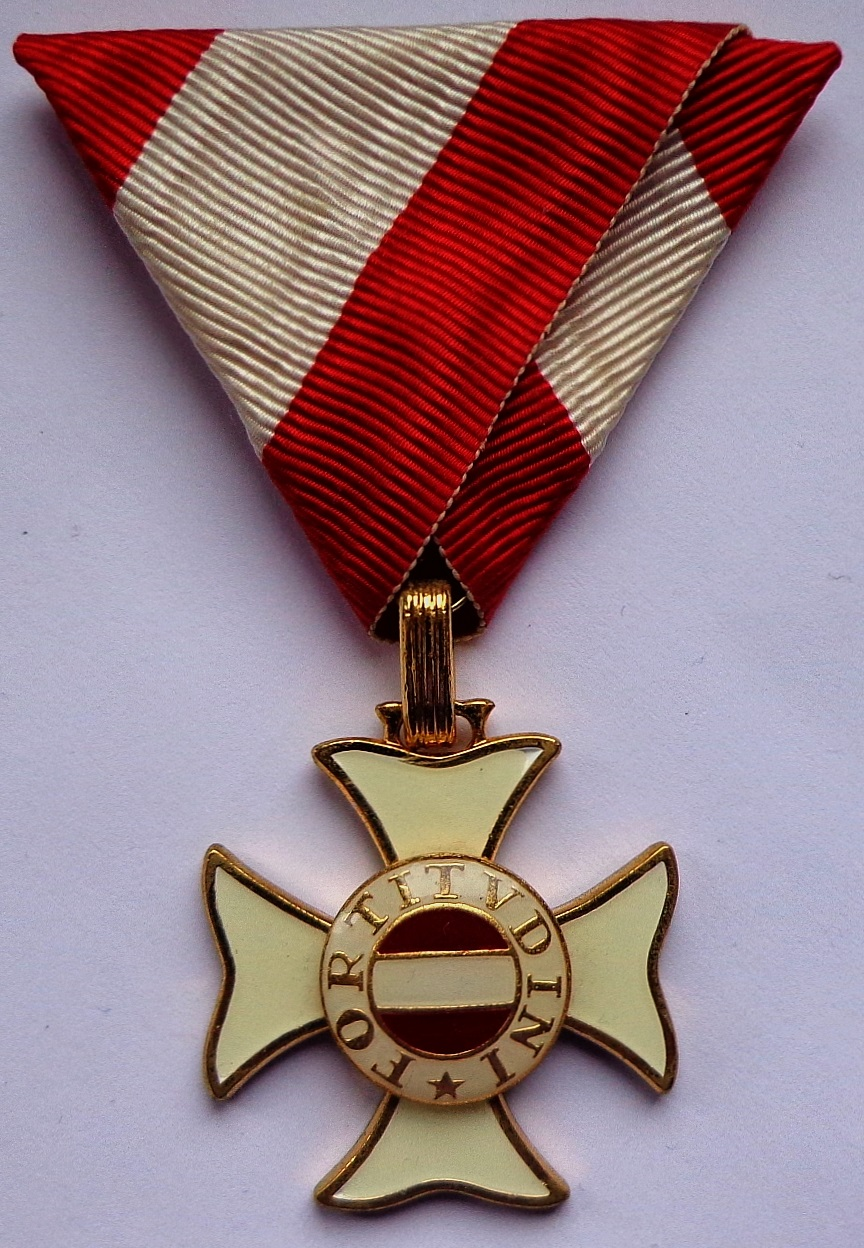
Ritterkreuz des Militär-Maria-Theresien-Ordens

- Kronenorden III. Klasse im Jahre 1896
- Kommandeur des Ordens des Sterns von Rumänien im Jahre 1901
- Orden der Eisernen Krone III. Klasse am 27. März 1905
- Ritterkreuz des Leopoldordens am 22. April 1908
- Kommandeurskreuz mit Stern des Preußischen Roter Adlerordens im Jahre 1909
- Schwertorden I. Klasse im Jahre 1909
- Kommandeurskreuz des Leopoldordens mit Kriegsdekoration am 14. Oktober 1914
- Großkreuz des Ordens der Eisernen Krone mit Kriegsdekoration am 9. April 1915
- Halsorden der Gesellschaft vom Roten Kreuz mit Kriegsdekoration am 31. Mai 1915
- Eisernes Kreuz (1914) II. und I. Klasse im Jahre 1915
- Großkreuz des Leopoldordens mit Kriegsdekoration und Schwertern am 8. April 1917
- Militärverdienstmedaille III. Klasse mit Kriegsdekoration und Schwertern am 30. April 1918
- Ritter des Militär-Maria Theresia Ordens am 2. Oktober 1918